# East New Market
East New Market é uma cidade  localizada no estado americano de Maryland, no Condado de Dorchester.

## Demografia
Segundo o censo americano de 2000, a sua população era de 167 habitantes.
Em 2006, foi estimada uma população de 245, um aumento de 78 (46.7%).

## Geografia
De acordo com o United States Census Bureau tem uma área de
0,6 km², dos quais 0,6 km² cobertos por terra e 0,0 km² cobertos por água. East New Market localiza-se a aproximadamente 8 m acima do nível do mar.

## Localidades na vizinhança
O diagrama seguinte representa as localidades num raio de 16 km ao redor de East New Market.